# 내황초등학교
내황초등학교(內隍初等學校)는 대한민국 울산광역시 중구에 있는 초등학교다.

## 학교 연혁
- 1989. 11. 16 내황초등학교 설립인가
- 1991. 03. 01 학성초등학교에서 개교
- 1991. 06. 07 내황초등학교(현 위치)로 이전
- 1992. 02. 20 제1회 졸업식
- 2004. 06. 18 광역시교육청 지정 교육행정정보시스템 시범학교 운영보고
- 2006. 03. 01 울산광역시교육청지정 에너지교육 정책연구학교 운영(~2008. 2. 29)
- 2006. 10. 24 울산광역시교육청 학교혁신종합평가 최우수상 수상
- 2007. 07. 01 교육복지 투자 우선 지역 대상 학교 선정(~2012. 2. 29)
- 2007. 03. 01 물사랑 교육 활동 대상 학교 선정(~2008. 2. 29)
- 2007. 10. 10 제3회 지방교육혁신경진대회 전국 최우수상 수상
- 2009. 03. 01 울산광역시교육청지정 교원능력개발평가 시범학교 운영(~2010.02.28)
- 2009. 03. 01 2009 교육복지 투자우선지역 지원사업 사업평가 우수학교 선정
- 2009. 02. 24 2009 에너지사용 우수학교 선정
- 2010. 11. 16 다문화교육정책연구학교 합동보고회
- 2011. 02. 17 제20회 졸업(107명 졸업, 총 3,074명)
- 2011. 03. 01 제12대 송영주 교장 부임
- 2011. 03. 01 제20학급 편성(특수학급 포함)
- 2011. 03. 01 울산광역시교육청지정 다문화이해교육 정책연구학교 운영
- 2013. 03. 01 창의인성교육(선진형 수학교실)시범학교 지정

## 같이 보기
- 내황초등학교 축구단